# Spiritistička seansa
Spiritistička seansa ili prizivanje duhova, organizirani pokušaj uspostave komunikacije s duhovima, odnosno dušama umrlih. Okuplja se oko medija koji zaziva duše umrlih, a uključuje šest do osam osoba koji formiraju krug za stolom, držeći se za ruke. Seanse se odvijaju u zatamnjenim ili posve mračnim prostorima, jer prema vjerovanju, svjetlo ometa komunikaciju s duhovnim svijetom. Predstavlja suvremeniju verziju prakse nekromancije, koja se pojavila od 19. stoljeća. Razlika između čarobnjaka i medija je u tome što se spiritisti ne bave obredima prizivanja različitih entiteta koja uključuju i demone i ostala mitološka bića, već nastoje uspostaviti komunikaciju s dušama pokojnika.
Vjeruje se da je komunikacija s onostranim svijetom uspjela kada prizvana duša pokojnika progovori kroz usta medija ili kada dođe do utjelovljenja prikaze. Prema vjerovanjima, neki od indikatora pojave duhova su neobični zvukovi ili glazba, iznenadno pomicanje predmeta, pojava materijalizirane ruke ili čitavog tijela izrađenog od ektoplazme. Neki od tobožnjih načina prizivanja duhova su i pomoću automatskog pisanja, govora u transu ili putem uporabe Ouija ploče.
Iako nema dokaza koji opovrgavaju sposobnosti nekih medija da prizivaju duhove, veliki dio tzv. medija razotkriven je kao prevaranti koji su koristili razne trikove kako bi uvjerili pristupnike spiritističkih seansi u stvarnost fenomena prizivanja duhova. Također, psiholozi su otkrili visoku razinu sugestibilnosti tijekom spiritističkih seansi koje navode participante da povjeruju kako su doista uspjeli uspostaviti komunikaciju s dušama umrlih.

## Poznati mediji i sudionici spiritističkih seansi
Među poznatije medije ubrajaju se Daniel Dunglas Home (1833.-1886.), škotski mediji poznat po fenomenu levitacije kojeg je prakticirao tijekom života, Eusapia Palladino (1854.-1918.), talijanska spiritistica i medij,  te američki mediji Cora L. V. Scott (1840.-1923.) i Edgar Cayce (1877.-1945.). Jedan od najpoznatijih pristupnika spiritističkim seansama bio je britanski liječnik i književnik Arthur Conan Doyle (1859.-1930.), koji je bio veliki zagovornik vjerovanja u natprirodne pojave.